# ME/CFS
ME/CFS (ME för myalgisk encefalomyelit och CFS av engelskans chronic fatigue syndrome), även kallat ME eller kroniskt trötthetssyndrom, är en allvarlig, systemisk, kronisk sjukdom som påtagligt försämrar livskvaliteten hos dem som drabbas. Den debuterar oftast i samband med en infektion. Kardinalsymtomen är en svårt funktionsnedsättande trötthet som inte går att vila bort, ansträngningsutlöst försämring (vilket innebär att symtom förvärras efter fysisk eller mental ansträngning; engelska Post Exertional Malaise, PEM), kognitiv funktionsnedsättning, sömnstörningar, smärta och autonoma störningar. Därtill kommer ofta en rad andra symtom, till exempel immunologiska och neuroendokrina symtom. I svåra fall kan patienterna bli helt sängbundna och känsligheten för sensoriska störningar kräver då ofta en anpassad miljö med dämpad belysning och ljudnivå. Studier har påvisat en rad fysiologiska avvikelser på gruppnivå i bland annat nervsystemet och immunförsvaret, men det finns inget diagnostiskt test och de bakomliggande orsakerna är inte kända. Diagnos ställs genom noggrann anamnes och genom att utesluta andra sjukdomar. ME/CFS klassificeras som en neurologisk sjukdom i det internationella klassificeringssystemet ICD.
Det finns ingen sjukdomsmodifierande behandling, utan behandlingen inriktas på symtomlindring och stödåtgärder. Återgång till full hälsa för vuxna personer där sjukdomen har etablerats är ovanlig, men prognosen är bättre för barn och personer som bara har varit sjuka en kort tid. Prevalensen, det vill säga andelen sjuka personer i befolkningen, uppskattades till cirka 0,68 procent före covid-19-pandemin. Det finns dock många felkällor vid uppskattningar av prevalensen, och det angivna värdet har varierat mellan olika studier. Man har hittat ME/CFS överallt där man har letat, i alla geografiska regioner, alla socialgrupper, alla åldersgrupper och alla etniska grupper.
Det har funnits en rad kontroverser kring ME/CFS, bland annat om sjukdomen är ett syndrom som definieras av ett kluster av symtom eller om den är synonym med medicinskt oförklarad trötthet. I flera av stridsfrågorna finns det ännu ingen riktig vetenskaplig konsensus, men det har efter hand vuxit fram en samsyn i publicerade expertrapporter och behandlingsriktlinjer. De flesta av dem definierar till exempel numera ME/CFS som ett distinkt syndrom och avvisar att det bara skulle vara ett annat namn för oförklarad trötthet.

## Terminologi, klassificering och historik
ME är en akronym för myalgisk encefalomyelit, på engelska Myalgic Encephalomyelitis. Myalgi betyder muskelsmärta, encefalit inflammation i hjärnan och myelit inflammation i ryggmärgen. CFS är en akronym för Chronic Fatigue Syndrome, på svenska översatt till kroniskt trötthetssyndrom. Den vanligaste beteckningen för sjukdomen i den internationella, vetenskapliga litteraturen är kombinationstermen ME/CFS eller motsvarande kombination med de fullständiga namnen utskrivna, Myalgic Encephalomyelitis/Chronic Fatigue Syndrome.
I Sverige används beteckningen ME/CFS bland annat av Statens beredning för medicinsk och social utvärdering (SBU), Socialstyrelsen och 1177, men även myalgisk encefalomyelit och kroniskt trötthetssyndrom är vanligt förekommande. Ett vanligt misstag i massmedia är att behandla kronisk trötthet och kroniskt trötthetssyndrom som synonyma begrepp, men det förstnämnda är ett enskilt symtom och inte ett syndrom. Kroniskt trötthetssyndrom blandas också ofta ihop med utmattningssyndrom, men det är två olika tillstånd.

### Epidemier
Den kliniska entitet som idag kallas ME/CFS har växt fram ur studier av en akut, smittsam sjukdom med framför allt neurologiska symtom, som förekommit i ett flertal epidemier och först är belagd i ett utbrott i Los Angeles 1934. Vid en genomgång på 1990-talet kunde man identifiera drygt sextio epidemier med en likartad bild som den i Los Angeles. Några av dem har väckt stort medialt intresse, särskilt epidemin på Royal Free Hospital i London 1955 och i Incline Village i Nevada 1984–85.
I en osignerad ledare i The Lancet 1956 föreslog Donald Acheson att sjukdomen skulle få namnet benign myalgic encephalomyelitis. Benign betyder godartad och användes för att det inte förekom några dödsfall. Författaren förtydligade i en senare artikel att det visserligen inte fanns någon evidens för inflammation i hjärna och ryggmärg, men att termen ändå beskrev symtombilden och tills vidare kunde användas som samlingsnamn för sjukdomen. Det påpekades redan i ett tidigt skede att även om sjukdomen inte var dödlig, så yttrade den sig i somliga fall på ett sätt som inte var särskilt godartat. Förledet benign lades så småningom bort i den medicinska litteraturen, och sjukdomen kallas där i regel bara myalgic encephalomyelitis eller ME.
Ungefär samtidigt som termen ME lanserades av Acheson, började amerikanska forskare använda namnet epidemisk neuromyasteni (ENM) för samma typ av utbrott som på Royal Free Hospital. Myasteni betyder muskelsvaghet och neuromyasteni svaghet i nervsystemet och musklerna. Namnet användes parallellt med ME i den medicinska litteraturen under några decennier, men ME kom efter hand att bli den dominerande termen. Det finns ett flertal andra namn som använts vid beskrivningar av lokala epidemier, men som sedan inte fått någon vidare användning.
Världshälsoorganisationen (WHO) erkände sjukdomen vid en konferens 1965 och tog upp benign myalgic encephalomyelitis i den åttonde revisionen av det internationella klassificeringssystemet, ICD-8, som började gälla 1969. Sjukdomen klassificerades som neurologisk, placerades i avsnittet om inflammatoriska sjukdomar i nervsystemet och fick diagnoskoden 323. I ICD-9, som började gälla 1978, preciserades koden till 323.9.

### Den kroniska sjukdomen
Så småningom uppmärksammades att den epidemiska sjukdomen har en stark tendens att bli kronisk och ofta innebär långvarig, svår sjukdom. Man noterade också att det var vanligt med sporadiska fall som inte var knutna till epidemier. Dessa patienter kom i kontakt med vården först när sjukdomen hade gått över i en kronisk fas. Under 1980-talet skiftade fokuset för forskningen från epidemier till det kroniska resttillståndet och den långvariga trötthet som följde med den.
I mitten av 1980-talet lyftes likheten mellan ME och kroniska tillstånd efter andra, kända virusinfektioner fram, och några forskare började använda det gemensamma namnet postviral fatigue syndrome. Ett kroniskt ME-liknande tillstånd kan utlösas även av andra smittämnen än virus, till exempel bakterier. Den forskargrupp som utredde epidemin i Incline Village lanserade det orsaksneutrala namnet chronic fatigue syndrome (CFS).
I ICD-10 som släpptes 1994 återspeglas det ändrade fokuset. Sjukdomen är fortfarande klassificerad som neurologisk, men är nu placerad i avsnittet ”andra sjukdomar i hjärnan” och har diagnoskoden G93.3. Den engelska rubriken är postviral fatigue syndrome, som på svenska har översatts till trötthetssyndrom efter virusinfektion. Diagnoskoden innefattar också inklusionstermerna benign myalgic encephalomyelitis och chronic fatigue syndrome.
I ICD-11 – som gäller internationellt sedan 2022 men ännu inte är implementerad i Sverige – kommer diagnoskoden för ME/CFS att bli 8E49. Rubriken och inklusionstermen chronic fatigue syndrome bibehålls oförändrade från ICD-10 i den engelska versionen. Myalgic encephalomyelitis finns också med som inklusion, men nu utan förledet benign. Benign togs bort i den svenska versionen ICD-10-SE redan 2018.

### Kontroverser kring namnet
Det har funnits många kontroverser kring namnet på sjukdomen. Termen ME har ifrågasatts eftersom det saknas säker evidens för inflammation i hjärnan, och CFS har ifrågasatts för att termen anses trivialisera sjukdomen.
Charles Shepherd på The ME Association föreslog att man skulle använda namnet Myalgic Encephalopathy, vilket skulle innebära att man kan behålla akronymen ME. Encefalopati anger en ospecificerad avvikelse i hjärnan. Namnet används bland annat av den norska patientföreningen. Den brittiska utredningen 2002 använde kompromisstermen CFS/ME, som vändes till ME/CFS av den kanadensiska konsensusrapporten 2003. Den amerikanska expertutredningen från 2015 föreslog att man skulle ta fasta på kardinalsymtomet ansträngningsutlöst försämring och kalla sjukdomen Systemic Exertion Intolerance Disease, med akronymen SEID.

### ME/CFS
Termerna ME/CFS, CFS/ME, ME, CFS och postviral fatigue syndrome refererar alla idag normalt till den kroniska sjukdom som har samma symtombild som den kroniska fasen av epidemisk ME, oberoende av utlösande faktor. Vissa aktörer argumenterar för att den ME som förekom epidemiskt bör betraktas som en separat klinisk entitet och särskiljas från andra typer av postinfektiös sjukdom, men detta är en minoritetsuppfattning. Sjukdomsförloppet går i så fall i två faser: en akut fas som följs av en kronisk fas.

## Symtom och sjukdomstecken
ME/CFS debuterar oftast plötsligt i samband med en infektion, men kan också komma gradvis och ha andra utlösande faktorer eller vara utan känd utlösande faktor. Sjukdomen har ett fluktuerande förlopp, med perioder av relativ förbättring och försämring både på kort och lång sikt.

### Ansträngningsutlöst försämring
Det symtom som bäst differentierar ME/CFS från andra sjukdomar är ansträngningsutlöst försämring, som på engelska oftast kallas post-exertional malaise (PEM), men också är känt som post-exertional symptom exacerbation (PESE). Det innebär att patienten får en allmän försämring efter fysisk, kognitiv, sensorisk eller emotionell ansträngning. Försämringen kan komma omedelbart eller efter några timmar eller dagar och kan vara i enstaka dygn, veckor eller ibland månader. Den kan innebära både en förstärkning av befintliga symtom och att nya symtom tillstöter.

### Trötthet
Patienterna har en nytillkommen, svår trötthet som inte går att vila bort och som inte förklaras av andra sjukdomar. Tröttheten kan vara både fysisk och mental och är svårare och mer funktionsnedsättande än till exempel tröttheten vid depression. Den beskrivs ofta som en total kraftlöshet och frånvaro av energi.

### Sömnstörningar
Nästan alla patienter med ME/CFS lider av sömnstörningar. De kan förekomma i olika former: svårighet att somna in, ökat sömnbehov och känsla av att vara dåsig, ytlig sömn med många uppvaknanden, dålig sömnkvalitet, sömnighet dagtid och störningar av dygnsrytmen.

### Kognitiv funktionsnedsättning
Patienter med ME/CFS uppger ofta att de tänker långsammare, har svårt att fokusera och koncentrera sig, är glömska och har en dimmig tankeprocess, något som på engelska sammanfattas som brain fog. I studier har man visat att patienter har nedsatt uppmärksamhet, minne och reaktionstid, processar information långsammare och har svårigheter med krävande uppgifter som erfordrar planering eller återhämtning av information från minnet. Däremot har man inte hittat någon funktionsnedsättning i finmotorik, ordförråd eller förmåga att resonera.

### Autonoma störningar
Det finns en rad symtom som associeras med det autonoma nervsystemet. Det viktigaste av dem är ortostatisk intolerans, det vill säga svårighet att upprätthålla stående läge. Andra vanliga autonoma symtom är hjärtklappning, yrsel, tung andning, andfåddhet efter ansträngning, orolig blåsa och magbesvär.

### Smärta
Smärta är vanligt förekommande, men finns inte hos alla och kan manifesteras på olika sätt. Den kommer ofta från muskler och leder och beskrivs då vanligen som utbredd, men kan också vara lokaliserad. Huvudvärk kan vara besvärande och beskrivs ofta som migränliknande. Många patienter har hypersensitivitet. Smärta kan då framkallas av sensoriska intryck, som ljus, ljud, beröring, lukter och avvikande temperatur.

### Andra vanliga symtom
Många patienter har symtom som är associerade med immunförsvaret, bland annat influensaliknande känsla, ökad mottaglighet för virusinfektioner, alkoholintolerans, känslighet mot födoämnen, ömma eller svullna lymfkörtlar, ständigt återkommande halsbränna och allmän sjukdomskänsla. Neuroendokrina symtom är också vanligt förekommande, bland annat frossbrytningar, nattliga svettningar, svårighet att hålla temperaturen, känslighet för värme och kyla, påtaglig ändring av vikten och minskad stresstålighet. Musklerna hos patienter är svagare och tröttas ut snabbare än hos friska personer.

### Funktionsnedsättning och svårighetsgrad
ME/CFS är en av de svåraste kroniska sjukdomarna vad gäller funktionsnedsättning och förmåga att upprätthålla sociala kontakter och livskvalitet. Det har funnits många kontroverser runt ME/CFS, men det råder vetenskaplig konsensus om att det är en allvarlig och svårt funktionsnedsättande sjukdom.
Svårighetsgraden varierar mellan olika patienter. Man brukar grovt dela in ME/CFS i mild, måttlig, svår och mycket svår. Patienter med mild ME/CFS kan ofta jobba deltid och klarar av sina dagliga rutiner, men har begränsad mobilitet och måste göra stora inskränkningar på fritid och socialt liv. Även mild ME/CFS innebär kraftigt minskad livskvalitet. Man brukar kräva en inskränkning av aktivitetsnivån på minst 50 procent för att ställa diagnos. Patienter med måttlig ME/CFS har nedsatt mobilitet och är begränsade i alla dagliga aktiviteter, även om de periodvis kan ha bättre förmåga. De klarar oftast inte av att jobba och behöver viloperioder på eftermiddagen. Patienter med svår ME/CFS kan inte delta i några aktiviteter och klarar bara av ett minimum av dagliga rutiner. De är ofta bundna till hemmet. Patienter med mycket svår ME/CFS är oftast sängbundna, behöver hjälp med personlig hygien och mat och är mycket känsliga för sensoriska störningar (ljus, ljud, beröring med mera).
Det saknas bra statistik över hur vanligt förekommande olika svårighetsgrader är, men en ofta återgiven siffra är att cirka 25 procent av patienterna är bundna till sängen eller hemmet.

## Diagnos
ME/CFS är en kriteriediagnos med symtomkriterier. Även om många fysiologiska anomalier har rapporterats i litteraturen, finns det inga avvikelser av sådan kvalitet att de är kliniskt användbara som diagnostiskt test. Diagnos ställs genom en noggrann anamnes och undersökning av patientens fysiska och mentala hälsa.  Det är viktigt att utreda och utesluta andra sjukdomar, men en patient kan också ha flera sjukdomar samtidigt.

### Diagnoskriterier
Sjukdomsbilden vid ME/CFS är beskriven i den vetenskapliga litteraturen, men alla patienter har inte alla symtom och det försvårar diagnosen i det enskilda fallet. Man brukar använda diagnoskriterier för att avgöra när diagnos skall ställas, men kriteriernas utformning blir alltid en avvägning mellan risken för falska positiva och falska negativa svar. Det har publicerats ett flertal diagnoskriterier för ME/CFS. Några av de viktigaste presenteras nedan.
År 1988 publicerades de första kriterierna på uppdrag av den amerikanska smittskyddsinstitutet CDC (Centres for Disease Control and Prevention). De reviderades 1994, de så kallade Fukudakriterierna. I båda fallen är det enda obligatoriska symtomet en långvarig, funktionsnedsättande trötthet som inte går att vila bort; därutöver anges ett antal symtom varav patienten måste uppfylla en bestämd andel. CDC publicerade ytterligare en revision av kriterierna 2005, men den har inte haft någon större betydelse i praktiken.
Engelska psykiatrer lanserade 1991 Oxfordkriterierna, som ytterst bygger på antagandet att all långvarig trötthet som inte förklaras av annan känd, organisk sjukdom vidmakthålls av negativa föreställningar och undvikandebeteende. Långvarig, oförklarad trötthet är det enda symtomet som krävs för diagnos.
En expertgrupp på tolv forskare och kliniker publicerade 2003 nya kriterier för ME/CFS på uppdrag av Health Canada. Kriterierna omfattar en lång rad obligatoriska symtom: trötthet, ansträngningsutlöst försämring (engelska post-exertional malaise, PEM), sömnstörningar, smärta och neurologiska eller kognitiva symtom. (Smärta och sömnstörningar är dock inte nödvändiga om sjukdomen är infektionsutlöst.) Dessutom måste patienten ha symtom ur minst två av de tre grupperna: autonoma, neuroendokrina och immunologiska störningar. Kriterierna kallas ofta för de kanadensiska konsensuskriterierna, med den engelska akronymen CCC.
Den kanadensiska expertgruppen självrekryterade fler medlemmar och publicerade på eget initiativ nya kriterier 2011, de internationella konsensuskriterierna med akronymen ICC. De bygger vidare på CCC, men gör flera antaganden om den underliggande patofysiologin. Sjukdomen kallas nu ME, och symtomet post-exertional malaise har ersatts av postexertional neuroimmune exhaustion, med akronymen PENE.
I den amerikanska expertrapporten som publicerades 2015 på uppdrag av Institute of Medicine (IOM; numera National Academy of Medicine, NAM), föreslogs en ny uppsättning diagnoskriterier som fokuserar på kärnsymtomen och särskilt betonar att ansträngningsutlöst försämring är det symtom som bäst differentierar ME/CFS från andra sjukdomar. Det finns tre obligatoriska symtom: trötthet som inte går att vila bort, ansträngningsutlöst försämring och störd sömn. Därtill skall patienten uppvisa kognitiva störningar eller ortostatisk intolerans (ett autonomt symtom som innebär svårighet att upprätthålla stående läge).
Den brittiska hälsovårdsmyndigheten National Institute for Health and Care Excellence (NICE) publicerade 2021 behandlingsriktlinjer för ME/CFS med diagnoskriterier som i stort sett är desamma som IOM:s kriterier, dock med undantaget att kognitiva störningar är obligatoriska och inte kan ersättas av ortostatisk intolerans.

### Vilka diagnoskriterier skall användas?
Det stora urvalet av diagnoskriterier har ställt till problem, både inom forskningen och i det praktiska, kliniska arbetet. Tidiga kriterier behandlade trötthet som det enda kardinalsymtomet,  men det har börjat växa fram en samsyn att det finns fler symtom som definierar sjukdomen. På en workshop om ME/CFS som arrangerades av den amerikanska hälsovårdsmyndigheten National Institutes of Health (NIH) 2014, lyftes ansträngningsutlöst försämring, neurokognitiv status och autonom funktion som särskilt viktiga för att förstå sjukdomsbilden.  Detta ligger i linje med IOM-kriterierna och kriterierna som används av NICE. Smittskyddsinstitutet CDC hänvisar numera också till IOM:s kriterier, och de rekommenderas även av det europeiska nätverket för ME/CFS, Euromene.
Många äldre studier har inte ansträngningsutlöst försämring som obligatoriskt symtom för att delta, och detta har väckt diskussioner om hur tillförlitliga de egentligen är. Det gäller både Oxfordkriterierna och Fukudakriterierna, som är de kriterier som använts mest i forskningen. I NICE:s utvärdering av behandlingsstudier bedömde man att patientgruppen när dessa breda kriterier användes också inkluderade andra tillstånd än ME/CFS, och bland annat därför bedömdes kvaliteten på studierna vara låg eller mycket låg. Oxfordkriterierna är särskilt problematiska, eftersom de inte avgränsar ett syndrom utan ett enskilt symtom. NIH:s workshop rekommenderade att de skall sluta användas.
Region Stockholm använder för närvarande de kanadensiska konsensuskriterierna, där alla symtom som ingår i IOM:s kriterier också ingår och alla utom ortostatisk intolerans är obligatoriska för diagnos.

### Stöd vid utredning
När symtombilden skall undersökas vid sjukdomar utan diagnostiskt test, kan standardiserade hälsoenkäter vara till stor hjälp. Det finns ett flertal enkäter som utvärderar patienternas allmänna hälsotillstånd och särskilda domäner av hälsan, till exempel SF-36, men det har också utvecklats enkäter som riktar sig särskilt till patienter med misstänkt ME/CFS. CDC CFS Symptom Inventory som publicerades 2005 är ett tillförlitligt och giltigt instrument för att utvärdera om patienter uppfyller Fukudakriterierna för CFS.
DePaul Symptom Questionnaire (DSQ) är en hälsoenkät som publicerades 2010 och som operationaliserar de kanadensiska konsensuskriterierna. Vid en jämförelse med patienter som diagnosticerats av läkare visade DSQ en känslighet på 92 procent och specificitet på 75 procent. Det visar att det är ett användbart verktyg som stöd vid utredningar, men att resultaten bör följas upp med en klininsk undersökning. Enkäten reviderades 2019. Den nya versionen kallades DSQ-2 och har algoritmer för att utvärdera resultaten både mot Fukudakriterierna, de kanadensiska och internationella konsensuskriterierna samt IOM:s diagnoskriterier.
FUNCAP är ett frågeformulär för att bedöma funktionsförmågan hos patienter med sjukdomar där ansträngningsutlöst försämring förekommer, som ME/CFS och postcovid. Formuläret är tänkt att användas både vid diagnostik och för att bedöma funktionsnedsättning och rätt till sjukersättning. Patienterna tillfrågas inte om de ”kan” genomföra en viss aktivitet, utan vilka konsekvenser det får. Detta ger en mer rättvisande bild av hur ansträngningsutlöst försämring påverkar livskvaliteten och funktionsförmågan.

### Diagnosen i sig är inte farlig
Det har förekommit uppgifter i media om att diagnosen ME/CFS är farlig och att det är diagnosen som sådan som förorsakar det långvariga sjukdomsförloppet. Patienterna själva beskriver dock oftast diagnosen som en lättnad, och det finns inget vetenskaplig stöd för att den skulle vara orsaken till sjukdomen. De flesta personer som blir diagnosticerade är redan kroniskt sjuka. Tiden från sjukdomsdebut till diagnos var i genomsnitt drygt nio år i en svensk enkätundersökning från 2019 och varierade mellan fem och tolv år i olika europeiska länder enligt en enkät från 2024. Jämförande epidemiologiska studier pekar dessutom på att prevalensen är likvärdig i länder med olika acceptans av diagnosen.

## Behandling
Det finns ingen sjukdomsmodifierande behandling som har bevisats vara effektiv och säker i kontrollerade studier. Behandlingen vid ME/CFS inriktas på symtomlindring, stödåtgärder samt behandling av samsjuklighet och behandlingsbara komplikationer. Det förekommer också behandling baserad på klinisk erfarenhet hos läkaren och förskrivning av läkemedel off-label. Patientsäkerhetslagen har inget absolut krav på att behandling skall backas upp av kontrollerade studier, utan säger att hälso- och sjukvårdspersonalen skall utföra sitt arbete ”i överensstämmelse med vetenskap och beprövad erfarenhet”.
Den översikt som ges nedan gäller i första hand patienter som är i tillräckligt bra tillstånd för att besöka vårdgivaren. Vård av patienter med svår eller mycket svår ME/CFS kräver särskilda insatser. Extra hänsyn måste också tas vid vård av barn och ungdomar.
Notera att texten i det här avsnittet inte utgör behandlingsråd och inte utgör en komplett beskrivning av möjliga behandlingar, utan avser att ge en allmän orientering av rekommendationer i behandlingsriktlinjer och exempel på åtgärder som de facto förekommer.

### Allmänna riktlinjer
Brist på säker kunskap om bakomliggande patologiska processer, avsaknaden av evidensbaserad sjukdomsmodifierande behandling, bristande förståelse för tillståndet inom sjukvården, sjukdomens fluktuerande förlopp, heterogeniteten i patientgruppen och patienternas ömtåliga tillstånd skapar särskilda utmaningar vid handläggningen av ME/CFS. Det finns ett antal generella principer som framhålls:
- Ge information om sjukdomen och prognosen i ett tidigt skede. Informationen bör ges i en positiv anda, men fortfarande vara ärlig och realistisk.
- Förklara vilka behandlingar och insatser som är möjliga och vilken potentiell nytta de gör.
- Besluten om behandlingsinsatser bör ske i samråd med patienten och bör följa aktuella riktlinjer för behandling som är grundade på relevant forskning.
- Diskutera risken för skov, hur de uppträder och hur patienten skall hantera dem.[93]
- Det som fungerar för en patient fungerar inte alltid för andra. Det är nödvändigt att individanpassa och följa upp medicinering och andra åtgärder för att se om de tolereras av patienten och ger effekt.
- Många patienter är känsliga för mediciner. När en ny medicinering sätts in, bör man börja med små doser och sakta öka dosen. Om man upphör med en medicin, bör man på motsvarande sätt trappa ner doseringen.[94]
- Se till att patienten vid behov får tillgång till insatser som till exempel fysiska hjälpmedel, arbetsterapeut, fysioterapeut, kurator och dietist.
- Se till att patienten får information om andra aspekter runt sjukdomen, som till exempel rätt till sjukförmåner och stöd från socialtjänsten.
- Se till att patienten får information om stöd från annat håll än sjukvården, som till exempel stödgrupper och patientorganisationer.

### Symtomlindrande farmakologisk behandling
Även om det inte finns någon effektiv sjukdomsmodifierande behandling vid ME/CFS, kan farmakologisk behandling – det vill säga behandling med läkemedel – mot olika symtom vara motiverad. Om icke-farmakologisk behandling eller strategier för självhjälp är möjliga, bör detta prövas i första hand. Om ett symtom har behandlats farmakologiskt under en tid och verkar vara under kontroll, kan det vara motiverat att försöka minska dosen. Målet med farmakologisk behandling bör vara att använda så liten dos som möjligt under så kort tid som möjligt, men det finns också undantag där behandlingen måste vara mer långsiktig.
Smärta är vanligt förekommande bland patienter med ME/CFS. Vanliga receptfria smärtstillande medel som aspirin, paracetamol eller ibuprofen har sällan någon större effekt, men många patienter använder dem ändå regelbundet. Om de vanliga smärtstillande medlen inte fungerar, kan små doser av tricykliska läkemedel som  amitriptylin användas. Vissa patienter upplever att tricykliska medel med mindre lugnande effekt, som till exempel imipramin eller nortriptylin, fungerar bättre.
Antiepileptiska mediciner som gabapentin kan vara till hjälp i svåra fall av neuropatisk eller muskuloskeletal smärta. Pregabalin är en närbesläktad antiepileptisk medicin som har visat viss effekt mot neuropatisk smärta och fibromyalgi, dock i studier som av SBU har bedömts ha låg kvalitet. Somliga patienter med ME/CFS har förbättrats av pregabalin, men preparatet har flera biverkningar som gör att det inte tolereras av andra. Vid migränliknande huvudvärk kan standardbehandlingar för migrän provas.
Opioider som tramadol bör användas med stor försiktighet. De är normalt av begränsat värde vid central sensitering av smärta och det finns risk för tillvänjning.
Sömnproblem är ett av kardinalsymtomen vid ME/CFS. Vid fragmenterad sömn kan patienten ta en låg dos amitriptylin några timmar före insomnandet. Det finns stora variationer mellan patienterna vilka doser som tolereras och vilka doser som behövs för att ge effekt. Vid behov av extremt låga doser, kan tricykliska läkemedel i vätskeform användas. Zopiklon används vid flera olika typer av sömnproblem, men eftersom risk för tillvänjning föreligger bör det bara användas under begränsad tid.
Patienter med ME/CFS uppvisar en rad andra symtom där farmakologisk behandling kan övervägas. Det gäller bland annat problem med matsmältningen (engelska irritable bowel), illamående, ortostatisk hypotension, posturalt ortostatiskt takykardisyndrom (POTS), ofrivilliga muskelrörelser, yrsel och psykiska problem som uppkommer till följd av långvarig svår sjukdom.

### Farmakologisk behandling som förmodas vara sjukdomsmodifierande
Det finns många anekdotiska rapporter om att patienter har förbättrats av långvarig behandling eller behandling med höga doser av antibiotika. Detta baseras i regel på antagandet att preparatet har en immunmodulerande effekt eller att patienten har en ihållande infektion. Det finns inget vetenskapligt stöd för att diagnosen ME/CFS skulle vara indikation för långvarig behandling med antibiotika.
ME/CFS debuterar ofta i samband med virusinfektioner, och det finns anekdotisk evidens att somliga patienter har förbättrats av antivirala medel. Valganciclovir har visat en del positiva resultat i små studier. NICE utvärderade resultaten i sina behandlingsriktlinjer. De gjorde bedömningen att kvaliteten på studierna är låg och rekommenderar inte användning av antivirala medel vid ME/CFS (såvida inte erkänd indikation föreligger).
Ampligen är ett mycket dyrt, immunmodulerande preparat baserat på dubbelsträngat RNA. Flera läkare som har givit preparatet till patienter med ME/CFS har rapporterat positiva resultat. Förbättringar i flera effektvariabler har också observerats i två studier av medelgod kvalitet, men det är oklart vilken klinisk betydelse fynden har. En rådgivande kommitté till den amerikanska läkemedelsmyndigheten U.S. Food and Drug Administration (FDA) röstade 2012 emot att godkänna Ampligen för behandling vid ME/CFS, men FDA gav 2022 klartecken till en behandlingsstudie av postcovid.
Intravenösa injektioner med immunglobulin har utvärderats i fem kontrollerade studier. Tre av dem såg positiva effekter, medan två inte såg några positiva effekter.
Behandling av patienter med stafylokockvaccinet Staphypan har visat gynnsam effekt på patienter med fibromyalgi och ME/CFS i kontrollerade studier och vid långtidsuppföljning. Den verksamma mekanismen antas vara immunmodulering. Tyvärr var det studerade preparatet föråldrat och uppfyllde inte moderna krav för god tillverkningssed. Det togs ur bruk 2005 och någon ersättare har inte hittats.
Patienter behandlade med den monoklonala antikroppen rituximab visade positiv respons i en liten kontrollerad studie och i en fas II-studie, men en stor, uppföljande fas III-studie gav negativt resultat.
Interleukin-1 (IL-1) är ett proinflammatoriskt cytokin som misstänks spela en roll i patologin för ME/CFS. I ett kliniskt försök där kvinnliga patienter med ME/CFS och svår trötthet behandlades med antagonisten anakinra kunde man dock inte se någon kliniskt signifikant förbättring av tröttheten.
Naltrexon är en opiatantagonist som används spekulativt för att behandla ett antal olika tillstånd, däribland ME/CFS. En studie med låga doser (engelska Low-Dose Naltrexone, LDN) på patienter med fibromyalgi visade att preparatet tolererades av patienterna och medförde vissa förbättringar rörande smärta. Det har inte gjorts några kliniska försök för ME/CFS, men anekdotisk evidens visar att LDN används av patienter med blandat resultat. I en retrospektiv analys som omfattade journaluppgifter från 218 patienter rapporterade 74 procent positiv effekt.
NADH är den reducerade formen av ett koenzym som har en central roll inom cellernas metabolism och energiproduktion. Tillskott av NADH gav positiv effekt i en liten studie. I en större, kontrollerad studie visade patienterna tydliga förbättringar efter de första tre månaderna, men visade ingen skillnad mot kontrollgruppen efter det. Anekdotisk evidens från patienter som har tagit NADH tyder på att en signifikant minoritet får biverkningar, varför det bör användas med försiktighet.
Koenzym Q10 finns framför allt i mitokondrierna och medverkar i cellandningen. I den process som involverar Q10 regleras en stor del av energiförsörjningen i kroppen. Positiva resultat för patienter med ME/CFS har rapporterats i en liten okontrollerad studie och i en kontrollerad studie med 43 deltagare. I den senare förbättrades den autonoma och kognitiva funktionen hos patienterna. En kontrollerad studie där patienter behandlades med Q10 kompletterat med NADH visade på förbättring i den kognitiva tröttheten.
Höga doser av vitamin B12 i kombination med folsyra (vitamin B9) har visat positiv effekt för patienter med ME/CFS och patienter med idiopatisk trötthet i studier av låg kvalitet. Behandlingen bygger utöver studierna och behandlingserfarenheter på ett antagande att det är brist på B12/B9 i centrala nervsystemet, något som får visst stöd av förhöjda värden av homocystein i cerebrospinalvätskan.

### Behandling och åtgärder som inte är farmakologiska
Patienter med ME/CFS, som lider av långvarig trötthet och som försämras efter fysisk ansträngning, måste ha en strategi för hur de skall förhålla sig till sin sjukdom. Den strategi som har bäst stöd i enkätundersökningar och i återkoppling till patientorganisationer är pacing. Den går ut på att dela upp aktiviteter – både fysiska och mentala – i mindre, hanterbara bitar med vila emellan. Om patienten känner att hen har mer ork, kan aktivitetsnivån gradvis ökas, men den får inte överskrida gränsen för ansträngningsutlöst försämring (PEM). Om patientens tillstånd försämras, bör aktivitetsnivån reduceras till en nivå som är acceptabel under de nya förutsättningarna. En pulsmätare eller stegmätare kan vara till hjälp för att kontrollera aktivitetsnivån.
Även om ME/CFS inte är en form av depression, kan trötthet, smärta och social isolering precis som vid andra kroniska sjukdomar bli en mental belastning. Terapeutiska samtal, till exempel kognitiv beteendeterapi, kan erbjudas som en hjälp till patienter för att lära sig handskas med den begränsade vardagen. Ofta handlar det om att försöka acceptera den livsförändring som skett.
Många patienter har nytta av olika former av fysioterapi. Det kan gälla stöd och råd för aktivitetshantering när patienten nyligen har fått en diagnos. Det kan också gälla hjälp med symtom som följer av ME/CFS eller av samsjuklighet eller hjälp med problem som är helt orelaterade till ME/CFS.
Andra åtgärder som kan vara aktuella är att ge råd för förbättrad sömnhygien. Notera att allmänna råd för förbättrad sömn inte alltid gäller för patienter med ME/CFS. Aktivitet är till exempel generellt sett bra, men patienter med ME/CFS bör tillämpa pacing och undvika att överanstränga sig. I annat fall kommer de gå upp i varv trots att de samtidigt är trötta, något som på engelska kallas tired and wired och försämrar kvaliteten på sömnen. Vid problem med ortostatisk intolerans och yrsel kan olika självhjälpsstrategier övervägas, som till exempel att förbättra blodcirkulationen genom aktivitet som följer ett pacingmönster, dricka mycket men undvika koffeinhaltiga drycker och alkohol, undvika kraftiga måltider, försiktigt utöka saltintaget vid lågt blodtryck, använda stödstrumpor och undvika för hög värme.

#### Kontroversen kring den kognitiva beteendemodellen
En av de största och bittraste kontroverserna runt ME/CFS har gällt kognitiv beteendeterapi och gradvis ökad träning (engelska graded exercise therapy, GET) enligt den så kallade kognitiva beteendemodellen. Modellen utgår från att sjukdomen utlöses av en infektion, men att patienten efter genomgången infektion fastnar i negativa föreställningar och katastroftänkande, vilket i sin tur leder till undvikandebeteende och inaktivitet. Symtomen orsakas enligt modellen av en negativ spiral av felaktiga föreställningar och nedsatt kondition, som skall brytas med den kognitiva terapin och genom att stegvis öka aktivitetsnivån.
Den kognitiva beteendeterapi som ges inom ramen för denna modell skiljer sig från den stödjande terapi som rekommenderas i behandlingsriktlinjer genom att den försöker övertyga patienterna att de kan reversera sjukdomen  genom att acceptera terapeutens syn på bakomliggande orsakssamband och genom positivt tänkande. Den gradvisa träningen i modellen skiljer sig från pacing bland annat genom att den gör anspråk på att reversera sjukdomen och genom att aktivitetsnivån inte anpassas efter patienternas förmåga, utan är tänkt att öka progressivt.
Det har publicerats ett stort antal studier som gör anspråk på positiva resultat, men det har också riktats hård kritik både mot studierna och behandlingsmodellen. Studierna har inte varit blindade och har saknat objektiva effektmått, vilket innebär att de i princip inte är kontrollerade. Oberoende analyser pekar på att de modesta förbättringar man sett i självrapporterade effektmått beror på systematiska fel och att behandlingen tvärtemot studiernas slutsatser inte leder till någon objektiv förbättring. Patienturvalet har byggt på breda kriterier och har sannolikt inkluderat patienter med andra tillstånd än ME/CFS som svarar annorlunda på behandlingen. Kritiken gäller också att den träning som modellen förespråkar är kontraindicerad vid ME/CFS och att själva modellen som behandlingen utgår ifrån saknar vetenskapligt stöd.
Förespråkarna av modellen har avvisat kritiken. Även om det inte råder någon vetenskaplig konsensus i frågan, har pendeln på senare år kraftigt svängt till kritikernas fördel. Den brittiska hälsovårdsmyndigheten NICE rekommenderade den kognitiva beteendemodellen i sina riktlinjer 2007, men i riktlinjerna från 2021 avråder man från behandling enligt denna modell efter att noggrant ha granskat den underliggande evidensen. Det amerikanska smittskyddsinstitutet CDC har tagit bort kognitiv beteendeterapi och gradvis ökad träning från rekommendationerna på sin hemsida, och behandlingsmodellen avvisades enhälligt på ett möte för ledande specialister i USA 2018. Cochrane har dragit tillbaka en rapport om kognitiv beteendeterapi som utgick från den kognitiva beteendemodellen och håller på att revidera en rapport om träning vid ME/CFS. Brian Hughes, professor i psykologi och författare av en bok om den vetenskapliga replikationskrisen, har lyft fram den kognitiva beteendemodellen för ME/CFS och studierna av modellen som ett avskräckande exempel på dålig vetenskap som leder till felaktiga slutsatser.
Svenska resurser som Viss, 1177 och Praktisk Medicin rekommenderar aktivitet enligt principerna för pacing och eventuellt stödjande kognitiv beteendeterapi. Ingen av dessa resurser rekommenderar att ME/CFS skall behandlas enligt den kognitiva beteendemodellen.

### Relationen patient–läkare
Relationen mellan patient och behandlande läkare kan vara komplicerad i områden med osäkert medicinskt kunskapsläge. Det är viktigt att förstå patienternas förväntningar i sådana möten. En analys av olika patienterfarenheter visar att förväntningen på läkaren främst är:
- att erkänna medicinsk okunskap
- att tro på patienten och acceptera hens tillstånd som verkligt
- att inte skuldbelägga patienten för hens tillstånd
- att visa medkännande och respekt
- att inkludera patienten i de medicinska besluten.

## Prognos
De studier av prognosen och sjukdomsförloppet vid ME/CFS som finns tillgängliga är generellt sett av låg kvalitet. De flesta studierna bygger på äldre, bredare kriterier, och definitionen av återhämtning och studieuppläggen i övrigt skiljer sig ofta åt. Detta har lett till stor spridning i resultaten. En systematisk översikt från 2005 drog slutsatsen att fullt tillfrisknande vid ME/CFS är ovanligt. Medianvärdet för återhämtning bland studierna som ingick var 5 procent, och medianvärdet av andelen patienter som hade förbättrats vid uppföljning var 40 procent.
SBU skrev i sin utredning om ME/CFS från 2018 att en ”betydande andel” av patienter som uppfyller äldre, bredare kriterier inte är återställda vid uppföljningar efter upp till 25 år och att studier med noggrannare diagnostik visar sämre prognos. De drog därför slutsatsen att resultaten för striktare kriterier – som de kanadensiska konsensuskriterierna – är likartade eller sämre.
Den dåliga prognosen för vuxna personer som insjuknat i ME/CFS bekräftas av en retrospektiv registerstudie från Norge av hur inkomst och sjukförmåner påverkas vid diagnosen G93.3. Inkomsten började sjunka och sjukförmånerna började stiga tre år före diagnos. Vid tiden för diagnosen hade inkomsten sjunkit till en bråkdel av nivån vid baslinjen. Under de nio år efter diagnos som studien omfattade förblev inkomsten på denna låga nivå och sjukförmånerna på den förhöjda nivån. Det finns ingen evidens för att någon märkbar andel av de personer som fått diagnosen återfick samma arbetsförmåga som vid baslinjen under den period studien omfattade.
De flesta studierna av prognosen har gjorts på personer som varit sjuka under längre tid. Prospektiva studier av personer som insjuknat plötsligt i samband med en infektion tyder på att prognosen för dem som varit sjuka kort tid är bättre. I den så kallade Dubbostudien, till exempel, uppfyllde 27 procent av deltagarna provisoriska kriterier för ME/CFS tre månader efter insjuknandet. Andelen sjönk sedan till 12 procent efter sex månader och endast 9 procent efter ett år.
Det typiska förloppet för personer där sjukdomen etableras kan sammanfattas enligt följande:
- Majoriteten av patienter förbättras i en inledande fas, men förbättringen klingar så småningom av. Sjukdomen har fortsättningsvis ett fluktuerande förlopp med perioder av förbättring och försämring.
- En icke försumbar minoritet förblir svårt sjuka och behöver omfattande hjälp för att klara vardagen.
- Spontan återhämtning till full eller nästan full hälsa efter längre tids sjukdom är ovanlig, men förekommer.

### Unga med ME/CFS
Studier av unga personer med ME/CFS har samma tillkortakommanden som studier av vuxna, men det finns vid sidan av det särskilda svårigheter. De som insjuknar i ME/CFS vid unga år har sällan någon referens vad full hälsa innebär och anser sig vara friska när de blivit vuxna, trots att noggrannare analys visar att de har en kvarstående funktionsnedsättning i förhållande till friska kontroller. Det är också vanligt att unga personer upplever en lång period av förbättring, men får återfall vid högre ålder.
Trots osäkerheten i de underliggande studierna, är de flesta källorna överens om att prognosen för unga är bättre än för vuxna. En systematisk översikt från 2021 rapporterade att andelen återhämtade i de studier som granskades varierade från 4,5 procent till 83 procent.

### Mortalitet
Mortaliteten vid ME/CFS är dåligt kartlagd. Officiella data från Storbritannien visar att 150 dödfall i England och Wales under perioden 2001–2021 helt eller delvis berodde på ME/CFS.  Några av dödsfallen har väckt medial uppmärksamhet. En studie visade ökad generell dödlighet och dödlighet i hjärt- och kärlsjukdomar vid ME/CFS och att självmord och cancer uppträdde vid lägre ålder. En mer omfattande registerstudie, som dock även innefattade patienter med kronisk trötthet, hittade ingen skillnad i generell dödlighet men kraftigt ökad risk för självmord. Trots att dödsfall förekommer, finns det i dagsläget ingen robust evidens för att den förväntade livslängden för patientgruppen i sin helhet skulle vara signifikant förkortad av själva sjukdomsprocessen eller av komplikationer.

## Epidemiologi
Uppskattningar av prevalensen för ME/CFS försvåras av avsaknaden av enhetliga diagnoskriterier och av metodologiska skillnader mellan olika studier, till exempel hur deltagarna väljs ut och hur diagnosen fastställs. I en systematisk översikt från 2020 varierade prevalensen i de ingående fyrtiofem studierna från 0,01 procent till 7,62 procent. En metaanalys av materialet gav en sammanvägd prevalens av 0,68 procent.
Analysen visade att prevalensen var signifikant högre för breda, inkluderande kriterier, som Oxfordkriterierna, och lägre för strikta kriterier, som de kanadensiska konsensuskriterierna. Den högsta kriterieberoende prevalensen var åtta gånger så stor som den lägsta kriterieberoende prevalensen. Analysen visade också att prevalensen var ungefär likvärdig när diagnosen ställdes genom en intervju följt av ett medicinskt test och när man använde journaluppgifter, men när diagnosen baserades på en intervju utan uppföljande test, var prevalensen dubbelt så hög, och när man utgick från en diagnos av en allmänläkare, var den bara en tiondel så stor.
Exempel på viktiga felkällor i epidemiologiska studier är snedvridning i urvalet av patienter som söker kontakt med vården och hamnar i journaler,  underdiagnostik och överdiagnostik bland praktiserande läkare – sjukdomen tas inte på allvar respektive sjukdomen blandas ihop med långvarig trötthet utan känd orsak – samt felbedömningar vid självrapporterad sjukdom. Ett sätt att minimera felen är att slumpvis välja ut personer i den geografiska region som studeras (engelska community-based study), göra en preliminär inventering och sedan följa upp alla misstänkta fall med en medicinsk undersökning. Den hittills mest omfattande studien av ME/CFS som har gjorts med denna noggranna metodik utgick från Fukudakriterierna och uppskattade prevalensen till 0,42 procent.
Det har gjorts relativt få epidemiologiska studier av nya, striktare diagnoskriterier. Prevalensen i den hittills enda epidemiologiska studien av de kanadensiska konsensuskriterierna var 0,11 procent.

### ME/CFS efter covid-19-pandemin
Studierna och metaanalyserna ovan gjordes före covid-19-pandemin 2019–2023. Många patienter som insjuknat i covid-19 utvecklar postcovid, ett tillstånd som har många likheter med ME/CFS. Jämförande studier visar att ungefär hälften av patienterna med postcovid uppfyller kriterierna för ME/CFS. Det är därför troligt att prevalensen av ME/CFS har ökat efter pandemin.
Det har gjorts några uppskattningar av prevalensen under och efter pandemin. I en analys 2023, baserad på intervjuer med ett representativt urval av befolkningen, uppskattade det amerikanska smittskyddsinstitutet CDC prevalensen för ME/CFS till 1,3 procent. Intervjuerna gjordes delvis per telefon på grund av den då pågående pandemin. I en transversell studie i Kalifornien 2024 uppgavs att 1,67 procent hade en ”ME/CFS-liknande” sjukdom. Av dem hade 14 procent utvecklat sjukdomen efter genomgången covid-19.

### Fördelning i olika grupper och regioner
Kvinnor drabbas oftare av ME/CFS än män. Förhållandet i prevalensen uppskattas till mellan 1,5:1 och 2:1. ME/CFS är mer vanligt bland vuxna än unga, och mer vanligt bland tonåringar än barn. Prevalensen är högst i åldersgrupperna mellan fyrtio och sextio år. En norsk registerstudie visade att  incidensen, det vill säga andelen av befolkningen som insjuknar, var störst i åldersgrupperna tio till nitton år och trettio till trettionio år. Det finns ingen evidens för att ME/CFS skulle vara begränsat till vissa geografiska regioner.  Prevalensen i USA, Nigeria och Indien var till exempel ungefär likvärdig, när studierna genomfördes på ett jämförbart sätt. ME/CFS förekommer bland alla raser och etniska grupperingar och i alla socialgrupper. Sjukdomen verkar vara lite vanligare i utsatta grupper.

### Ingen kulturberoende spridning
Karin Johannisson, professor i idéhistoria, lanserade begreppet kultursjukdomar på 1990-talet för att klassificera en grupp sjukdomar som enligt henne genomgått en kulturellt betingad institutionaliseringsprocess. Hon pekade bland annat ut ME/CFS som en kultursjukdom, med argumentet att sjukdomen främst drabbade högutbildade unga  (”yuppie flu”) och kom från USA. Uppgiften har återgivits i media med jämna mellanrum, trots att Johannissons tes saknar stöd i senare epidemiologisk forskning. Prevalensen i olika länder är oberoende av kulturellt erkännande och sjukdomen drabbar alla åldersgrupper och socialgrupper.

## Patofysiologi
Patofysiologi är läran om hur sjukdomar manifesteras i olika fysiologiska (kroppsliga) system. Fysiologiska avvikelser på gruppnivå har påvisat hos personer med ME/CFS i ett stort antal forskningsstudier, bland annat i nervsystemet och immunförsvaret. Somliga studier har haft få deltagare, och resultaten har inte alltid varit konsistenta. Det finns ingen enhetlig syn på hur långtgående slutsatser om bakomliggande sjukdomsmekanismer som man kan dra av studierna, men även forskare som förespråkar psykologiska behandlingsmetoder medger att det föreligger patofysiologiska förändringar. Det råder med andra ord vetenskaplig konsensus om att de kroppsliga systemen är påverkade vid ME/CFS.
ME/CFS är ett syndrom, vilket innebär att det definieras utifrån symtombilden. Det är ännu inte klarlagt om alla patienter har en gemensam patogenes, det vill säga bakomliggande sjukdomsprocess, eller om det rör sig om flera olika sjukdomsprocesser som manifesteras på ett likartat sätt. Om det senare är fallet, skulle det naturligtvis komplicera studierna av patofysiologin och delvis förklara svårigheten att identifiera en tillförlitlig biomarkör.

### Nervsystemet
Hjärnan hos personer med ME/CFS har undersökts i ett stort antal studier med tekniker som magnetresonanstomografi (MRI), funktionell magnetresonanstomografi (fMRI), positronemissionstomografi (PET), enfotonstomografi (SPECT) och elektroencefalografi (EEG). Det begränsade antalet deltagare i studierna och bristen på reproducerade resultat har gjort det  svårt att nå konsensus om en neurologisk markör för ME/CFS, men sammanvägt pekar resultaten på en försämrad hjärnhälsa vid ME/CFS.
Morfologiska eller funktionella avvikelser i den så kallade gördelvindlingen och funktionella störningar i hippocampus är några av de vanligast förekommande observationerna i hjärnstudier. Ändringar i den vita hjärnsubstansen har också rapporterats i ett flertal studier. I några av dem var volymen av vit substans mindre än hos friska kontroller i vissa regioner av hjärnan. En studie visade på atrofi (förtvining av cellvävnad) i den vita hjärnsubstansen.
Två studier som gjordes med så kallat spinneko visade signaler i prefrontala och sensomotoriska cortex som svarar mot ökade nivåer av myelin i de aktuella regionerna, medan motsvarande signal i hjärnstammen var lägre. Författarna föreslog att uppregleringen av myelin i sensomotoriska cortex var en kompensation för de minskade nivåerna i hjärnstammen, så att kommunikationen mellan de båda regionerna kan upprätthållas.
Den gråa hjärnsubstansen har studerats vid flera tillfällen, men resultaten har inte varit entydiga. En minskning av volymen av grå hjärnsubstans har till exempel rapporteras i flera studier, medan andra studier inte har sett någon global skillnad i volymen.
En studie har rapporterat förhöjda värden av laktat i flera regioner av hjärnan och en temperaturökning som inte beror på ökad kroppstemperatur eller ökat blodflöde.  Författarna drog slutsatsen att det är indicier för någon form av inflammatorisk process. En japansk PET-studie rapporterade ökade signaler i flera regioner av hjärnan, vilket pekade på aktivering av mikroglia eller astrocyter. Författarna tolkade resultaten som evidens för neuroinflammation vid ME/CFS. Nivåerna av laktat i ventrikelsystemet (ett hålrum i centrala nervsystemet fyllt av cerebrospinalvätska) har studerats i tre artiklar, och i alla tre rapporterades signifikant förhöjda värden. Två studier har rapporterat en ökning av ämnen innehållande kolin i hjärnan, och en studie har visat förhöjda värden av signalsubstansen glutamat i den bakre gördelvindlingen.
Den elektriska aktiviteten i hjärnan har studerats med elektroencefalografi (EEG), och ett antal studier har rapporterat signifikanta avvikelser hos personer med ME/CFS jämfört med friska kontroller.
Flera studier som har undersökt den funktionella konnektiviteten i hjärnan har sett skillnader mellan patienter med ME/CFS och friska kontroller. De nätverk som det oftast refereras till är det frontoparietala nätverket (engelska frontoparietal network), relevansnätverket (engelska salience network) och standardnätverket (engelska default mode network).  Alla tre nätverken är kopplade till varandra, och uppmätta störningar i nätverken var positivt korrelerade till kognitiv funktionsnedsättning hos patienterna. Avvikelser har noterats även vid ett viloläge, där studieobjekten inte belastats med några uppgifter att lösa.
Ett antal MRI-studier har rapporterat avvikelser som korrelerar med svårighetsgraden av symtomen och autonoma avvikelser och som antyder att signaler i hjärnstammen undertrycks. Vid en uppföljande studie med funktionell MRI kunde forskarna se att det inte fanns någon koppling mellan förlängda märgen och mitthjärnan – båda belägna i hjärnstammen – hos personer med ME/CFS. När patienterna genomförde kognitiva uppgifter, var dessutom kopplingen mellan förlängda märgen och cuneiformis-kärnan samt mellan hjärnstammen och 
hippocampus och intralaminära talamuskärnor undertryckt. Svag koppling samvarierade med ökad svårighetsgrad av symtomen. Författarna menade att fynden kan förklara symtom som nedsatt koncentration, minne och kognitiv förmåga samt sömnstörningar och förändrad muskeltonus.
Flera tidiga studier visade på lägre blodflöde i hjärnstammen för personer med ME/CFS, och andra studier har visat på reducerat blodflöde globalt eller regionalt i andra delar av hjärnan. Blodflödet i hjärnan är en parameter som påverkas av flera olika faktorer, till exempel träning, kardiovaskulär hälsa och blodtryck. Det finns tyvärr många motstridiga resultat från andra studier, och blodflödet i hjärnan utgör sammanvägt ingen tillförlitlig markör för ME/CFS.
I studier av cerebrospinalvätskan har avvikande nivåer av proteiner och cytokiner påvisats. Resultaten i studier av cytokiner har dock inte varit konstistenta. Nivåerna av cytokiner påverkas av flera, icke sjukdomsrelaterade faktorer, vilket gör det svårt av ta fram en reproducerbar profil för personer med ME/CFS.
Spinala ganglion är nervknutar belägna i de bakre utskotten på ryggraden, som leder in sensoriska signaler. Vid en studie som omfattade obduktioner av fyra avlidna personer med ME/CFS, uppvisade en av dem tydlig inflammation i spinala ganglion och två andra uppvisade tecken på tidigare inflammation. Inflammationen bedömdes kunna förorsaka symtom som hyperalgesi (förstärkning av smärtsignaler) och allodyni (generering av smärtsignaler av stimulus som normalt inte framkallar smärta). Vid en annan obduktion av en avliden person med ME/CFS observerades också låggradig inflammation i spinala ganglion.
Inverkan av ME/CFS på den kognitiva förmågan hos patienter är relativt heterogen. Studier har visat att det går långsammare att processa information. Patienterna har nedsatt uppmärksamhet, framförallt gällande auditiv information och mera oklart även för visuella stimuli. Det finns en tydlig försämring i det episodiska minnet, och även en liten men signifikant försämring av korttidsminnet. Däremot är det små skillnader mot friska kontroller gällande intellektuell förmåga, motorik, exekutiv förmåga (planering, mental flexibilitet, förmåga att fokusera, abstraktionsförmåga och slutledningsförmåga) samt instrumentella funktioner (skriftlig och muntlig språkförmåga, beräkningar, kunskaper och förmåga att utnyttja sin intellektuella kapacitet).

### Immunförsvaret
Funktion och egenskaper hos naturliga mördarceller (NK-celler) har undersökts i ett stort antal studier. Ett av de mest konsistenta immunologiska fynden vid ME/CFS är reducerad aktivitet och cytotoxicitet hos NK-cellerna. (Med aktivitet menas både cytotoxicitet och produktion av cytokiner.) Flera studier har rapporterat en signifikant nedsatt cytotoxisk aktivitet hos NK-celler jämfört med friska kontroller. En longitudinell studie som sträckte sig över ett år såg nedsatt cytotoxicitet både vid studiens start och efter sex månader samt ett år. I tre studier har man påvisat minskad aktivitet hos NK-celler och minskat uttryck av markörer för aktiviteten hos NK-celler som korrelerar med svårighetsgraden av sjukdomen. Tre studier som undersökte cytotoxiciteten efter att ha stimulerat NK-cellerna med enskilda cellinjer rapporterade inte någon skillnad mot kontroller, men metoderna som använts i olika studier har inte varit konsistenta och resultaten motsäger därför inte nödvändigtvis övriga studier av cytotoxiciteten hos NK-celler. Avvikelser har också observerats i nivån av så kallade lytiska proteiner hos NK-celler, men resultaten är inte lika entydiga som för cytotoxicitet.
Signifikanta avvikelser av nivån av vissa cytokiner i centrala nervsystemet har påvisats hos personer med ME/CFS. Det har länge funnits förhoppningar om att hitta motsvarande avvikelser av cytokiner också i blodomloppet, något som skulle vara mycket mer användbart för diagnostik eftersom blodprov är billigare och enklare att administrera. Hornig och medarbetare identifierade en cytokinprofil i blodet som var relaterad till hur länge patienterna varit sjuka, och Montoya och medarbetare visade i en stor studie att nivån av 17 cytokiner korrelerade med sjukdomens svårighetsgrad. Systematiska översikter av cytokinstudier har dock visat att nivåerna inte har varit konsistenta mellan olika studier och att det ännu inte har identifierats någon robust profil som kan användas till diagnostiska tester. VanElzakker och medarbetare pekade på flera faktorer som gör det osannolikt att det skulle gå att hitta en robust profil: cytokinnivåerna påverkas av ett stort antal icke sjukdomsrelaterade faktorer, cytokinerna verkar lokalt snarare än systemiskt, blod–hjärn-barriären gör att avvikelser i centrala nervsystemet inte nödvändigtvis avspeglas i blodomloppet och metodologiska skillnader gör att resultaten mellan olika tester varierar även när övriga faktorer hålls konstanta.
Det finns viss evidens som pekar på förekomsten av autoimmunitet vid ME/CFS. Man har bland annat hittat autoantikroppar mot flera olika antigener, till exempel transmittorsubstanser för receptorer. Halten av antikroppar i en studie korrelerade med sannolikheten att ha diagnosen ME/CFS, men resultaten i studien skilde sig mellan olika undergrupper av patienter. En annan studie visade att uttrycket för flera gener som är associerade med autoimmunitet var uppreglerat hos personer med svår ME/CFS. Flera forskare har föreslagit att autoimmunitet spelar en roll för patogenesen vid ME/CFS, men en systematisk översikt från 2024 pekade på att resultaten i studier inte har varit konsistenta och att det är svårt att skilja autoimmuna reaktioner från obalans i regleringen av processer. Det behövs mer forskning för att bedöma en eventuell koppling mellan ME/CFS och autoimmunitet.
Det har länge funnits en stark association mellan ME/CFS och infektioner. En majoritet av alla fall har debuterat i samband med en infektion. Longitudinella studier har visat att flera olika patogener kan utlösa ME/CFS, till exempel Epstein-Barr-virus, Ross River-virus och bakterien Coxiella burnetii. Det finns evidens för att epidemierna med ME från 1930-talet till 1990-talet orsakades av enterovirus, och ME-epidemierna uppträdde ofta i samband med polioepidemier. Detta har lett till spekulationer om att ME/CFS skulle kunna orsakas av en kronisk infektion, kanske ett enterovirus. En systematisk översikt från 2018 drog slutsatsen att det är möjligt att en kronisk virusinfektion är orsaken till ME/CFS, åtminstone hos en subgrupp, men att befintliga data är otillräckliga för några säkra slutsatser.
Det är inte alla fall av ME/CFS som föregås av en bekräftad infektion. Det har pekats på flera potentiella förklaringar till detta. En uppenbar möjlighet är att ME/CFS triggas även av andra faktorer än infektioner, vilket i så fall skulle kunna vara en bidragande orsak till heterogeniteten i patientgruppen. Det är också möjligt att ME/CFS orsakas av den samlade effekten av immunaktivering, latenta virus och epigenetiska förändringar som sker över tid under flera olika infektioner och att sjukdomen inte nödvändigtvis måste debutera i direkt samband med en enskild infektion. En annan möjlighet är att ME/CFS kan utlösas också av asymtomatiska infektioner.
Flera studier pekar på en komplex samverkan mellan tarmfloran och immunförsvaret vid ME/CFS. Många patienter rapporterar symtom från mag–tarm-kanalen utan känd orsak.  I en studie där personer med ME/CFS fått probiotika minskade de emotionella symtomen. Författarna tolkade det som evidens för att det finns en koppling mellan hjärnan och mag–tarm-kanalen som förmedlas via tarmfloran.
Deformerbarheten hos röda blodkroppar påverkas av bland annat av inflammatoriska och oxidativa processer. En studie visade att de röda blodkropparna hos personer med ME/CFS hade signifikant lägre deformerbarhet än hos friska kontroller. Författarna påpekade att den låga deformerbarheten skulle kunna vara en bidragande orsak till symtombilden vid ME/CFS, på grund av försämrad blodcirkulation i mikrokärlen och därmed försämrad syresättning av vävnaderna.

### Endokrina systemet
Personer med ME/CFS uppvisar ett flertal avvikelser i den så kallade stressaxeln (eller HPA-axeln), ett kontrollsystem som utsöndrar hormoner och därmed styr kroppsliga funktioner som blodtryck, kroppstemperatur, ämnesomsättning, sömn samt vätske- och elektrolytbalans. De mest konsistenta fynden i olika studier är mild hypokortisolism (det vill säga minskad produktion av hormonet kortisol i binjurarna), ökad dygnsvariation i nivån av kortisol, ökad negativ återkoppling till stressaxeln och avtrubbad respons i stressaxeln. Man visade redan på 1990-talet att inverkan på stressaxeln vid depression är diametralt motsatt den  vid ME/CFS och att tillstånden därför skiljer sig åt fysiologiskt på denna punkt. Avvikelserna i stressaxeln är associerade med svårare symtom och större funktionsnedsättning hos patienter och verkar därmed vara av betydelse för sjukdomsförloppet.
Störningar i det endokrina systemet påverkar flera organsystem och kan vara en bidragande orsak både till heterogeniteten i patientgruppen och den fluktuerande symtombilden. Det kan också vara en viktig bidragande orsak till de skillnader man ser mellan könen ifråga om prevalens (klar kvinnlig överrepresentation), hur sjukdomen manifesteras och utlösande faktorer som föregår sjukdomsdebuten. Kvinnor genomgår flera stadier som involverar det endokrina systemet, till exempel menstruationscykeln, graviditet, tiden omedelbart efter förlossning och menopausen.

### Metabolismen
Metabolismen eller ämnesomsättningen är de processer i kroppen där näringsämnen tas upp, omvandlas, bryts ner och omsätts till energi. Metabolismen kan studeras genom att undersöka metaboliter,  små molekyler som utgör mellanled eller slutprodukter i processerna. Metabolom eller metabolisk profil avser fördelningen av de metaboliter som återfinns i ett biologiskt prov. Studier av metabolomet vid ME/CFS pekar sammantaget på störningar i energiomsättningen, i användandet av aminosyror (inklusive grenade aminosyror och tryptofan) och i metabolismen av lipider (fetter och fettliknande ämnen).
En forskargrupp rapporterade avvikelser i de metaboliska processerna för lipider, steroider och reduktion–oxidation (”redox”). Avvikelser i metabolismen av lipider har bekräftats av en annan studie, som dessutom observerade förhöjda värden av så kallade ceramider hos personer med samsjuklighet i ME/CFS och IBS. En explorativ studie av metaboliter, lipider och hormoner hos personer med ME/CFS gav resultat som antyder påfrestningar i energiutvinningen och ändrad användning av fettsyror och aminosyror som bränsle. En studie av plasma från personer med ME/CFS visade på störd metabolism hos peroxisomer och dåligt fungerande citronsyracykel. I en av de mest omfattande studierna av metabolomet vid ME/CFS undersöktes 612 metaboliter och 63 metaboliska processer. Man observerade förändringar i 20 processer, varav 80 procent var nedreglerade. Trots att flera av fynden som gjorts har korrelerat med symtomen vid ME/CFS, finns det ännu ingen uppsättning metaboliter som är tilräckligt sensitiv och specifik för att kunna användas vid diagnostik.
Mitokondrierna har en viktig roll i ämnesomsättningen. De tillverkar adenosintrifosfat (ATP), den molekyl som sedan används som energikälla i de flesta processer i cellen. Det finns viss evidens för att antingen mitokondriell dysfunktion eller problem före mitokondrierna i energimetabolismen kan vara en del av sjukdomsmekanismen vid ME/CFS. Studier har visat avvikelser som till exempel störd produktion av ATP, skador på mitokondrier och nedsatt förmåga till oxidativ fosforylering. Viktiga symtom som associeras med ME/CFS, såsom trötthet och muskelsmärtor, förekommer också vid sjukdomar som man vet förorsakas av funktionsrubbningar i mitokondrierna.
En forskargrupp observerade nedsatt funktion av mitokondrier i neutrofiler hos personer med ME/CFS jämfört med kontroller. Analysen byggde på ett sammanvägt värde av produktionen av ATP, som sedan användes som proxy för mitokondriernas funktion. Resultaten antydde inte bara en nedsatt funktion hos mitokondrierna, utan pekade också på att funktionsnedsättningen korrelerade med svårighetsgraden av sjukdomen. 
En studie som undersökte mononukleära celler i perifert blod (PBMC, engelska Peripheral Blood Mononuclear Cell) hos personer med ME/CFS visade en högre nivå av ATP än hos kontroller. När nivån av ATP från mitokondrier undersöktes separat från annan ATP, visade den sig dock vara lika i patientgruppen och kontrollgruppen. Det innebär att avvikelserna förmodligen inte berodde på defekta mitokondrier, utan på andra problem i energimetabolismen.
Förmågan till oxidativ fosforylering var signifikant nedsatt i en studie av mononukleära celler i perifert blod hos personer med ME/CFS. Den maximala cellandningen var nedsatt under alla experimentella förutsättningar som utvärderades, vilket tyder på att cellerna inte kan öka den oxidativa fosforyleringen när de är satta under stress och därmed inte får tillräckligt med energi. Nedsättningen i basal cellandning tyder på problem även vid basala tillstånd. Glykolysen undersöktes i samma studie, men man fann inga skillnader mellan patienter och kontroller.
Avvikelser i energimetabolismen i skelettmuskler har rapporterats hos personer med ME/CFS. Man har också visat att produktionen och återsyntesen av ATP minskar efter träning. En studie antydde att nivåerna av laktat ökade samtidigt som mitokondriernas produktion av ATP minskade efter träning. Resultaten från studier av mitokondrier och energimetabolismen i skelettmuskler har dock inte varit entydiga. En studie har till exempel visat att avvikelser bara återfinns hos en undergrupp av patienter.
Studierna av mitokondriernas funktion hos personer med ME/CFS bör tolkas med viss försiktighet. De observerade problemen kan ligga i signalbanor som föregår mitokondrierna i processflödet, till exempel AMP-aktiverad kinasreglering. Det behövs mer forskning för att utvärdera mitokondriernas eventuella roll vid ME/CFS.

### Genuttryck
Genuttrycket är en flerstegsprocess där informationen i DNA-sekvensen hos en gen överförs till cellens strukturer och funktioner. Slutprodukten är oftast proteiner. Genom att undersöka om gener är överuttryckta eller underuttryckta kan man undersöka om de aktiverar eller undertrycker olika processer. Det har gjorts ett flertal studier som pekar på att genuttrycket vid ME/CFS skiljer sig från friska personer och kan ge viktiga ledtrådar till bakomliggande sjukdomsmekanismer.
En studie på män med ME/CFS visade att uttrycket av 366 gener skilde sig signifikant från kontroller. De skillnader som observerades har potentiell betydelse för immunmodulering, oxidativ stress och programmerad celldöd. Två andra studier fann att 85 av de studerade generna var överuttryckta och 3 underuttryckta. De avvikande genuttrycken har betydelse för sjukdomar i blod och blodbildande organ, immunologiska sjukdomar, cancer, programmerad celldöd, immunsvaret och infektioner. På basis av resultaten kunde forskarna dela in patienterna i sju undergrupper med olika symtombild. 
En studie undersökte hur träning påverkar uttrycket för vissa gener som är relaterade till det sympatiska nervsystemet, immunförsvaret och receptorer för metaboliter. Före träningen skilde sig bara uttrycket för en adrenerg receptor mellan patienter och kontroller, men efter träning skilde sig uttrycket av flera gener inom alla tre studerade kategorier. Skillnaderna korrelerade med fysisk och mental trötthet samt smärta hos patienterna. Samma forskargrupp gjorde en annan studie där de undersökte uttrycket av gener som är involverade i signalering och modulering av sensorisk trötthet och muskelsmärta. Man kunde urskilja två olika grupper av patienter med olika respons. I 71 procent av fallen ledde måttlig träning till en ökning av uttrycket för de flesta av de studerade generna som är relaterade till sensoriska och adrenerga receptorer och för en gen som är relaterad till cytokiner. Ökningen korrelerade med trötthet och smärta hos patienterna. I övriga fall minskade uttrycket för en gen relaterad till adrenerga receptorer, medan uttrycket för övriga gener inte ändrades. Patienter i den senare gruppen rapporterade större problem med ortostatisk intolerans än den förra.

### PEM (ansträngningsutlöst försämring)
PEM (Post Exertional Malaise, svenska ansträngningsutlöst försämring) är det symtom som bäst differentierar ME/CFS från andra tillstånd. Det innebär att patienten får en allmän försämring efter fysisk, kognitiv, sensorisk eller emotionell ansträngning som kan vara från timmar upp till månader eller ännu längre. I en studie genomgick patienter och en kontrollgrupp två ergospirometritester med ett dygns mellanrum. Personerna i kontrollgruppen var vid god hälsa men tränade inte regelbundet. Ergospirometri är arbetsprov med andningsgasanalys och är också känt under den engelska akronymen CPET (Cardiopulmonary Exercise Test). Det tog i genomsnitt två veckor för patienterna att återhämta sig efter testerna, men bara två dagar för kontrollerna. En patient hade inte återhämtat sig efter ett år. Återhämtningen bedömdes med självrapporterade symtom.
Ett antal studier har visat att personer med ME/CFS som genomför två ergospirometritester med en dags mellanrum inte kan upprepa sina testparametrar dag två, till skillnad från kontroller. Det första testet fungerar här som en provokation som utlöser PEM. Nedsatt kondition kan påverka resultaten, men samma fenomen har observerats när man har matchat patienterna med en grupp friska kontroller som i genomsnitt har samma maximala syreupptag vid det första testet. De parametrar som har försämrats vid det andra testet pekar på störningar i ventilation, cirkulation och metabolism.
I en studie som undersökte neurologiska konsekvenser av PEM fick personer med ME/CFS genom gå ett Paced Auditory Serial Addition Test (PASAT), ett neuropsykologiskt test som går ut på att med tre sekunders mellanrum hela tiden addera nya tal till en totalsumma. Testet upprepades sex gånger med ett mellanliggande träningspass, och man räknade antalet fel. Patienterna och kontrollerna hade jämförbara resultat vid det första testet. Kontrollerna förbättrade resultatet efter varje test, medan patienterna fick sämre resultat. Skillnaden blev ännu större efter träningspasset, så att patienterna i det sista testet nästan gjorde tre gånger så många fel som kontrollerna.
I en annan neurologisk studie av PEM vid ME/CFS användes funktionell MRI för att studera hur syresättningen i olika delar av hjärnan påverkades av kognitiva uppgifter. Kontrollgruppen bestod av friska personer med en stillasittande livsstil. Patienterna förmådde inte göra motsvarande anpassningar i syresättningen som kontrollerna, vilket förmodligen leder till sämre effektivitet i utnyttjandet av energi.
Ett flertal studier visar på fysiologiska skillnader i hur personer med ME/CFS och friska kontroller reagerar på ett provokationstest. Analys av urinen efter provokation med ergospirometri visade på signifikanta skillnader i hur metabolomet påverkades. Kontrollernas metabolom genomgick mycket större förändringar, något som enligt författarna innebär att personer med ME/CFS har sämre förmåga att anpassa sig på ett sätt som underlättar återhämtning. En studie av genuttrycket efter provokation visade inga större förändringar hos personer med ME/CFS vid maximal ansträngning, medan kontrollerna visade förändringar relaterade till signalering och immunförsvaret. Också här tolkade författarna det som en oförmåga att reagera normalt på fysisk ansträngning. Samma mönster kunde observeras i en studie av så kallat cirkulärt RNA efter provokation med ergospirometri. Kontrollerna visade en signifikant ökning i antalet cirkulära RNA-molekyler, medan ingen motsvarande öknings sågs hos patienterna.
En forskargrupp analyserade genuttrycket i enskilda celler hos personer med ME/CFS före och efter ergospirometri. Redan före provokationen observerades skillnader mellan patienter och kontroller som pekar på störningar i hur monocyter mognar och migrerar in i vävnader. Resultaten efter provokation tyder på att det dessutom tillkommit störningar vid aktiveringen av blodplättar hos patienterna.
En studie har visat skillnader i proteomet hos extracellulära vesiklar mellan personer med ME/CFS och kontroller efter provokationstest med ergospirometri. Avvikelserna hos patienterna samvarierade med svårighetsgraden av symtom. En annan studie har visat könsberoende skillnader i mikro-RNA mellan personer med ME/CFS och kontroller efter provokationstest.
Bakteriell translokering innebär att bakterier som egentligen skall befinna sig i lumen (det innersta skiktet av tarmen) passerar epitelskiktet i tarmslemhinnan och fortsätter vidare in i blodomloppet. En studie jämförde personer med ME/CFS och kontroller som befanns sig i vila respektive som belastades med ett maximalt test på cykel. Resultaten visade en störd respons mot bakteriell translokering hos patienterna vid ansträngning och att epitelskiktet inte var tätt.
Ett problem med provokationstester är att de ofta leder till att patienterna försämras. En forskargrupp har utvecklat en kompakt sensor som kallas nanoneedle bioarray på engelska och som mäter den elektriska impedansen över celler som ligger i plasma. Impedansen beror på ett komplicerat sätt av cellernas tillstånd, men poängen är att den ändras om någon egenskap hos cellerna ändras. Avsikten var att stressa celler i ett prov, snarare än patienter, och se hur responsen utvecklades över tid. Forskarna valde ut mononukleära celler i perifert blod (PBMC, engelska Peripheral Blood Mononuclear Cell) som studieobjekt. Cellerna fick ligga i ett plasma och stressades genom att salthalten i plasmat plötsligt ökades. Efter en till två timmar följde en signifikant ökning av impedansen i patienternas prover, på ett sätt som tydligt skilde dem från kontrollerna.

### Patientföreningar
- Riksförbundet för ME-patienter
- European ME Alliance
- The ME Association

### Resurser på nätet
- Viss.nu: ME/CFS
- 1177: ME/CFS
- Praktisk Medicin: ME/CFS (Kroniskt Trötthetssyndrom)
- Konsensusdokument från European Network om ME/CFS
- Riktlinjer från brittiska NICE
- Riktlinjer från amerikanska CDC